# Áreas protegidas de los Estados Federados de Micronesia

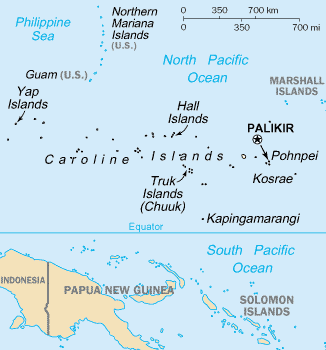
Mapas de las islas Carolinas, con las cuatro provincias del estado de Micronesia, al norte del ecuador.

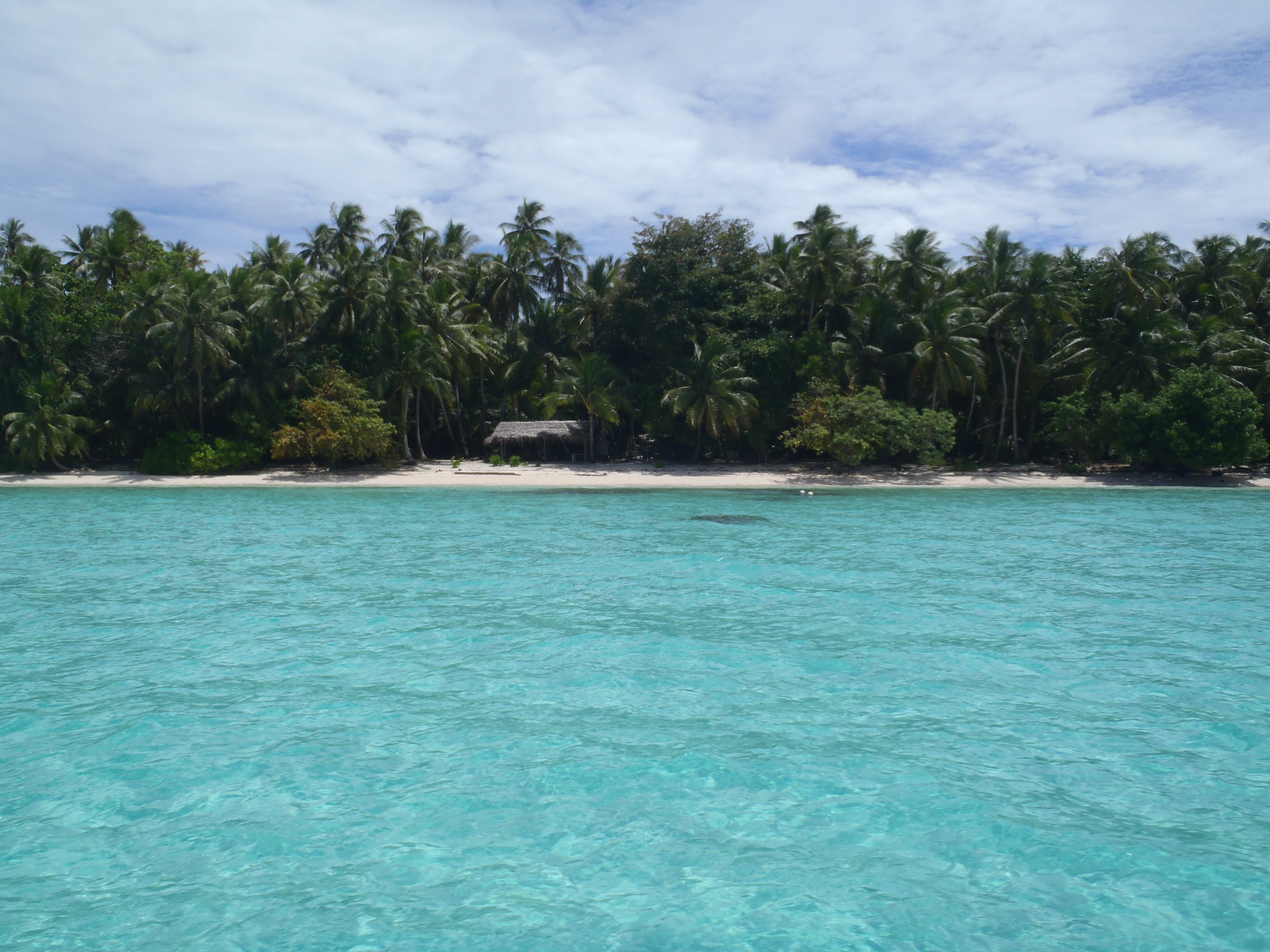
Laguna del atolón And, reserva de la biosfera de la Unesco

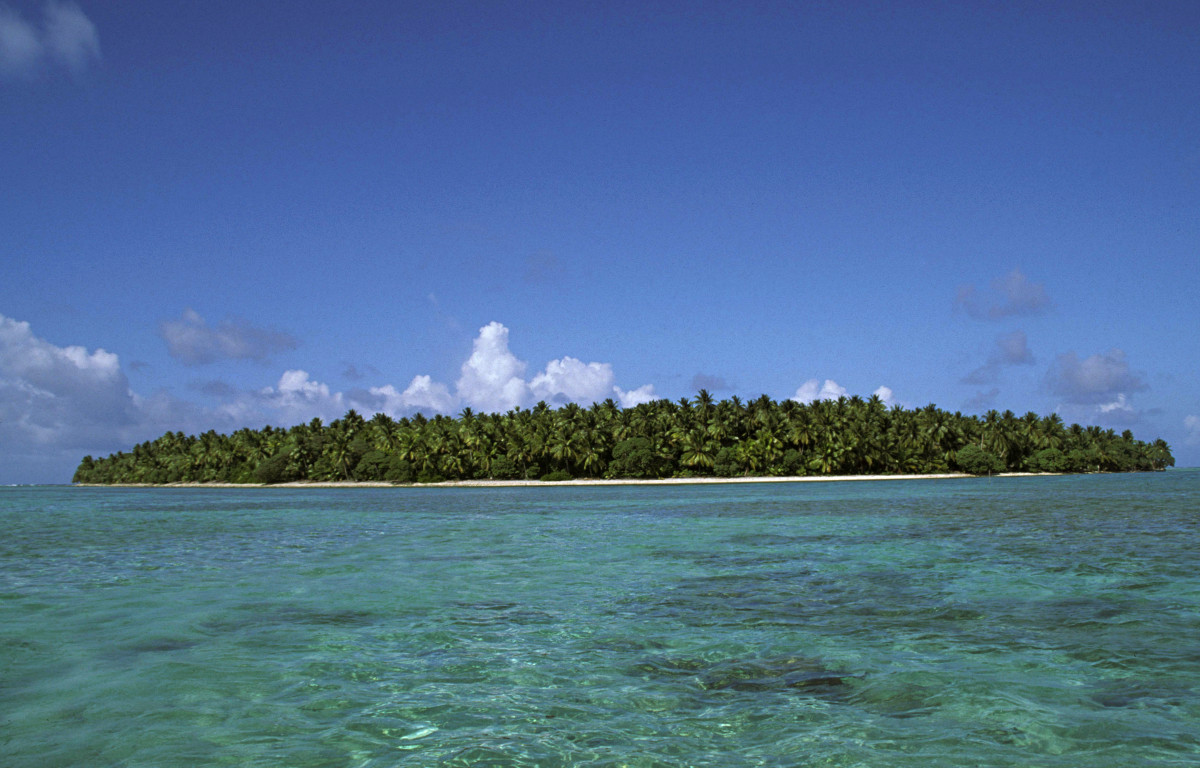
Isla Oroluk, en el atolón Oroluk, cuya laguna es un santuario marino.

En Micronesia hay 5 áreas protegidas, el 0,05% de la superficie terrestre, y 475 km² de áreas marinas, el 0,02% del total de 3.011.917 km² que pertenecen al país. Hay 2 santuarios, 1 área de conservación marina y 2 reservas de la biosfera de la Unesco.

## Reservas de la biosfera de la Unesco
- Atolón And, 950 ha, a 18,5 km al sudoeste de Pohnpei. Representativo de los atolones de Micronesia, con una laguna de 74 km², alberga 25 especies de aves y 13 especies de reptiles, tortuga verde y tortuga carey.[3]
- Utwe, 17,73 km². Pequeña isla volcánica al sudoeste de Kosrae. Posee una estrecha franja costera llana y el resto son colinas agrestes. Está rodeada por manglares y arrecifes de coral, con 335 especies de peces y 180 de coral, 13 blandos y 150 duros.[4]

## Santuarios
- Nahmwen Na Stingray, 233 ha, al este de Pohnpei. Creado para proteger un área significativa de hábitat de varias rayas del orden Myliobatiformes en las aguas de Pohnpei.[5]
- Santuario marino de Oroluk, 469 km². Creado para preservar los arrecifes de corla del atolón Oroluk, todas las áreas de la laguna (420 km²) desde la zona de marea hasta una profundidad de 600 m. El atolón está formado por 25 islotes y bancos de arena devastados por los ciclones anuales, de los que subsiste un solo islote boscoso, llamado isla Oroluk.

## Área de conservación marina
- Rumung, 2,86 km². También conocida como isla Prohibida.[6]

## Áreas de importancia para las aves (IBAs)

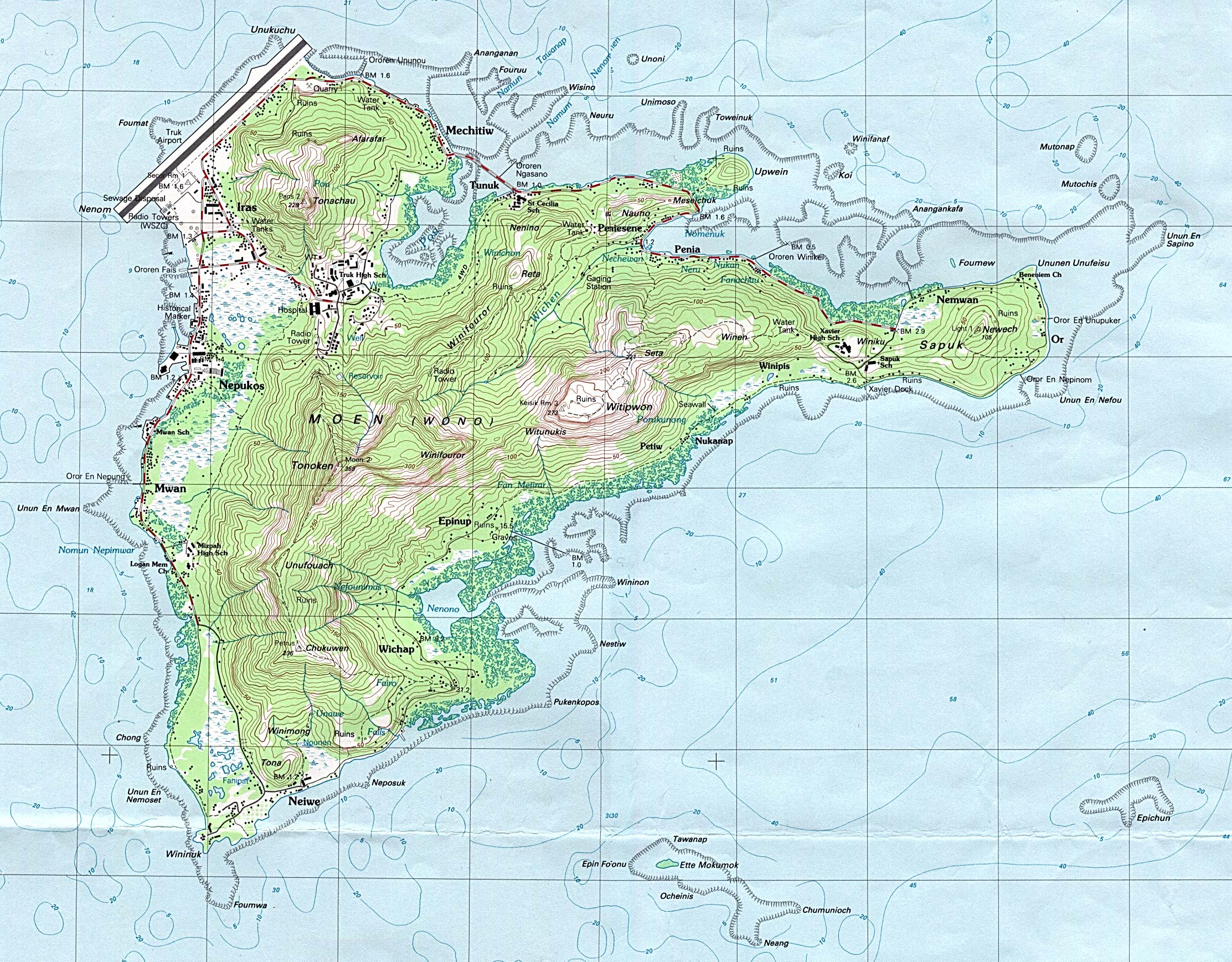
Isla de Weno o Moen

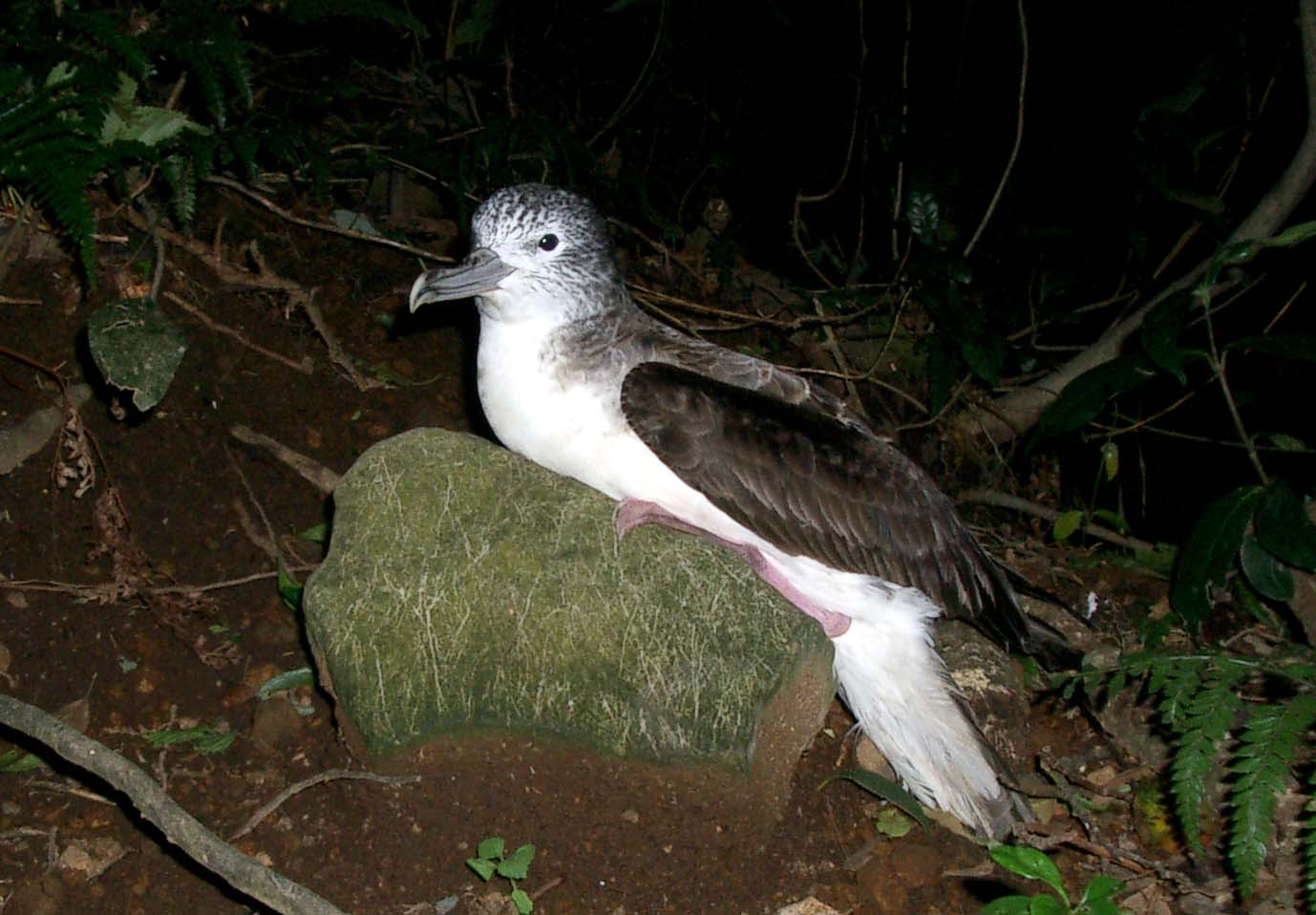
Pardela canosa, ave pelágica de la que suele haber en torno a un millón de ejemplares volando en el área marina del Pacífico Central occidental,

En los Estados Federados de Micronesia hay 15 IBAs (Áreas de importancia internacional para las aves). En las islas se han registrado 127 especies de aves, de las que 21 son endémicas, 39 son permanentes, 85 son migratorias, 34 son marinas, y 65 son acuáticas. 12 especies están amenazadas.
- Atolón de Fayu Oriental, 27 ha, en el estado de Chuuk, 104 km al norte de la laguna de Chuuk. Tiene 2,7 km de largo por 1,4 km de ancho. Tiene una pequeña laguna en la que hay dos islas que suman 40 ha.
- Área marina de Fayu Oriental, 1305 km²
- Atolón de Gaferut, 7 ha, la más septentrional del grupo de islas de Yap. Tiene 500 m de largo por 150 m de anchura. La vegetación dominante es Tournefortia argentea y Cocos nucifera.[7]
- Área marina de Gaferut, 15.901 km²
- Monte Winipot (Tol Sur) (447 m),[8] 143 ha, en la isla Tol, al oeste de la laguna Truk, uno de los pocos bosques vírgenes en Chuuk.
- Isla Onei o Wonei, 249 ha. Una de las pequeñas islas que rodean la isla Tol, en Chuuk.
- Área marina del Pacífico Occidental Central, 131.164 km². Se encuentra totalmente en mar abierto, a 635 km de la costa más cercana, con profundidades de 41 a 4702 m. Destaca por el viento constante y la abundancia de pardela canosa, un ave que pasa la mayor parte de su vida en mar abierto.[9]
- Isla Pata, o Paata, 239 ha, 7°20′31.2, 151°46′55.19″, al noroeste de Chuuk, en la laguna de Truk. Incluye un pantano de agua dulce y manglares.
- Reserva forestal de la cuenca de Pohnpei, 50 km².
- Isla Polle, 503 ha, otra de las pequeñas islas que rodean la isla Tol, en Chuuk.
- Sierra sur de la isla de Weno o Moen, 286 ha, en Chuuk.
- Cueva Wiya Swiftlet, 70 ha, al norte de la isla de Kosrae, el mayor lugar de nidificación de la salangana de las Carolinas.
- Wolouna, uno de los islotes del atolón And, 7 ha. Hay unos 15.000 ejemplares de tiñosa menuda. Está dentro de la reserva de la biosfera de la Unesco del atolón And.
- Isla Yap, 54,4 km².
- Cuenca del río Yela, 609 ha, al oeste de la isla de Kosrae.